# Aplectosoma microsporum
Aplectosoma microsporum är en svampart som beskrevs av Drechsler 1951. Aplectosoma microsporum ingår i släktet Aplectosoma och familjen Cochlonemataceae.   Inga underarter finns listade i Catalogue of Life.